# Абді Ідлех Хамза
Абді Ідлех Хамза (фр. Hamza Abdi Idleh, нар. 16 грудня 1991) — джибутійський футболіст, півзахисник клубу «Діхіль» та національної збірної Джибуті.

## Клубна кар'єра
Абді Ідлех Хамза дебютував у дорослому футболі в 2015 році в складі джибутійської команди «Алі Сабех Джибуті Телеком». У складі команди тричі ставав чемпіоном Джибуті. У 2018 році став гравцем іншої джибутійської команди «Порт». З 2021 року грає у складі джибутійської команди «Діхіль».

## Виступи за збірну
У 2016 році Абді Ідлех Хамза дебютував у складі національної збірної Джибуті. У складі національної збірної брав участь у відбіркових матчах до чемпіонату світу та Кубка африканських націй. Станом на середину 20213 року зіграв у складі збірної 22 матчі, у яких відзначився 2 забитими м'ячами.